# Editorial Labor
La Editorial Labor fue una editorial española especializada en libros científicos y técnicos desaparecida en 1996. Fue fundada el 16 de abril de 1915 por Georg Wilhelm Pfleger, de Leipzig, y José Fornés Vila, de Barcelona. Fue la primera editorial española en vender libros a plazos.

## Historia
Ramón Trías Fargas fue nombrado consejero delegado desde 1968, ocupando cargos en la editorial hasta que en junio de 1980 cuando fue nombrado consejero de Economía y Finanzas en el Gobierno catalán.
En 1973 se absorbió a Barral Editores, siendo nombrado Carlos Barral director general adjunto y director de ediciones de Labor. En 1974 el grupo Unión Explosivos Río Tinto (ERT) adquirió el 51% de las acciones, siendo nombrado director general Francisco Gracia Guillén. En 1975 se fusionó con Ediciones Guadarrama.Antes de 1982 hubo un intento de fusión con Editorial Ariel, si bien esto finalmente no se materializó. En 1986 el grupo ERT vendió su participación en Labor a una empresa, de la que era principal accionista Diego Hidalgo Schnur, también accionista mayoritario en Alianza Editorial. Poco después, en 1989 se vendió de nuevo la editorial, pasando a ser director general Manuel Sanglas i Muchart. En 1994 la editorial se declaró en suspensión de pagos, quebrando y cerrando en 1996.

## Obras publicadas
Entre las obras publicadas destacaron entre otras la Medicamenta, el Diccionario de botánica, de Pius Font i Quer, y la Enciclopedia Labor, según Martínez de Sousa (marzo de 2005, p. 63) «la mejor de su género en España y el mundo hispánico aún hoy» y «la única citada en trabajos extranjeros cuando se estudia y analiza este tipo de trabajos». También destacó una Historia de España dirigida por Manuel Tuñón de Lara con María del Carmen García-Nieto de coordinadora. Publicó así mismo la Colección Labor, con más de cuatrocientos títulos, dirigida por Manuel Sánchez Sarto y cuyos títulos fueron utilizados como libros de texto universitarios. A ésta la siguió, la Nueva Colección Labor, con 181 títulos y dirigida por Josep Maria Mas i Solench. Otras de las colecciones fueron Labor Bolsillo Juvenil, creada y dirigida por Felicidad Orquín y Textos hispánicos modernos (1969-1973), dirigida por Francisco Rico.

## Trabajadores y colaboradores
En la editorial trabajaron, entre otros, los ya mencionados Pius Font i Quer, Manuel Sánchez Sarto, Carlos Barral y José Martínez de Sousa (1966-1993), el poeta catalán Joan Vinyoli, los hermanos Salvador e Higinio Clotas Cierco, Mauricio Wacquez, Joan Manuel Gisbert y el escritor chileno Germán Marín.
Contó además con los colaboradores externos los escritores José Camón Aznar, Vicente Aleixandre, Andrés Amorós, Jacinto Benavente, Guillermo Díaz-Plaja, Wenceslao Fernández Flórez, Carlos Castilla del Pino, Camilo José Cela, José Fernando Filgueira Valverde, Ricardo Gullón, José Luis López Aranguren, Antonio Skármeta y Gonzalo Torrente Ballester; el astrónomo José Comas y Solá; el filólogo José Manuel Blecua; el periodista científico Manuel Calvo Hernando; el pintor Salvador Dalí; Ignacio Errandonea, el crítico literario, historiador y periodista Melchor Fernández Almagro; el lingüista Salvador Fernández Ramírez; el lexícografo Vicente García de Diego; Santiago Genovés; el historiador del arte Daniel Giralt-Miracle; el matemático Miguel de Guzmán; el historiador de la medicina Pedro Laín Entralgo; el periodista y lingüista Fernando Lázaro Carreter; Juan José López Ibor; Ramón Margalef; el filólogo e historiador Ramón Menéndez Pidal; José María Millás Vallicrosa; Raúl Morodo; Tomás Navarro Tomás; los bioquímicos Severo Ochoa y Juan Oró; el arqueólogo Eduardo Ripoll Perelló; el filólogo y medievalista Martín de Riquer; el primatólogo Jordi Sabater Pi; el filólogo, lingüista e historiador Antonio Tovar; el filólogo e historiador Ángel Valbuena Prat; Juan Vilá Valentí; el compositor Joaquín Zamacois; o el filósofo Xavier Zubiri.